# Schweinsbach (Münchberg)
Schweinsbach ist ein Gemeindeteil der Stadt Münchberg im Landkreis Hof (Oberfranken, Bayern). Das heute 61 Einwohner zählende Dorf wurde 1323 erstmals in einer Urkunde König Ludwigs IV. erwähnt. Zwischen 1837 und 1978 war das Dorf Gemeindeteil von Mechlenreuth. Mit der Gebietsreform in Bayern wurde Schweinsbach in die Stadt Münchberg eingegliedert. In Schweinsbach befindet sich die größte Streuobstwiese Bayerns.

## Geographie

### Geographische Lage
Schweinsbach (578 m ü. NHN) ist der südlichste Gemeindeteil der Stadt Münchberg, ungefähr drei Kilometer südlich der Stadtgrenze, und liegt an der Kreisstraße HO 44, vorher B 2. Die umgebenden Ortschaften sind im Uhrzeigersinn Mussen, Mechlenreuth, Kleinlosnitz, Lösten, Friedmannsdorf, Fleisnitz, Querenbach und Biengarten. Somit grenzt die Schweinsbacher Flur an die Gemeinden Zell (südöstlich), und Stammbach (westlich). Südlich beginnt nach dem Zeller Gemeindeteil Friedmannsdorf der Landkreis Bayreuth mit der Stadt Gefrees. In der Mitte des Dorfes liegen der Dorfteich und der Gemeindeanger. In südlicher Richtung schließt sich der Weißenberg (619 m) an. In zirka 500 Meter Entfernung fließt der Lohbach, der früher wahrscheinlich Schweinsbach hieß, und mündet in den Mussenbach.

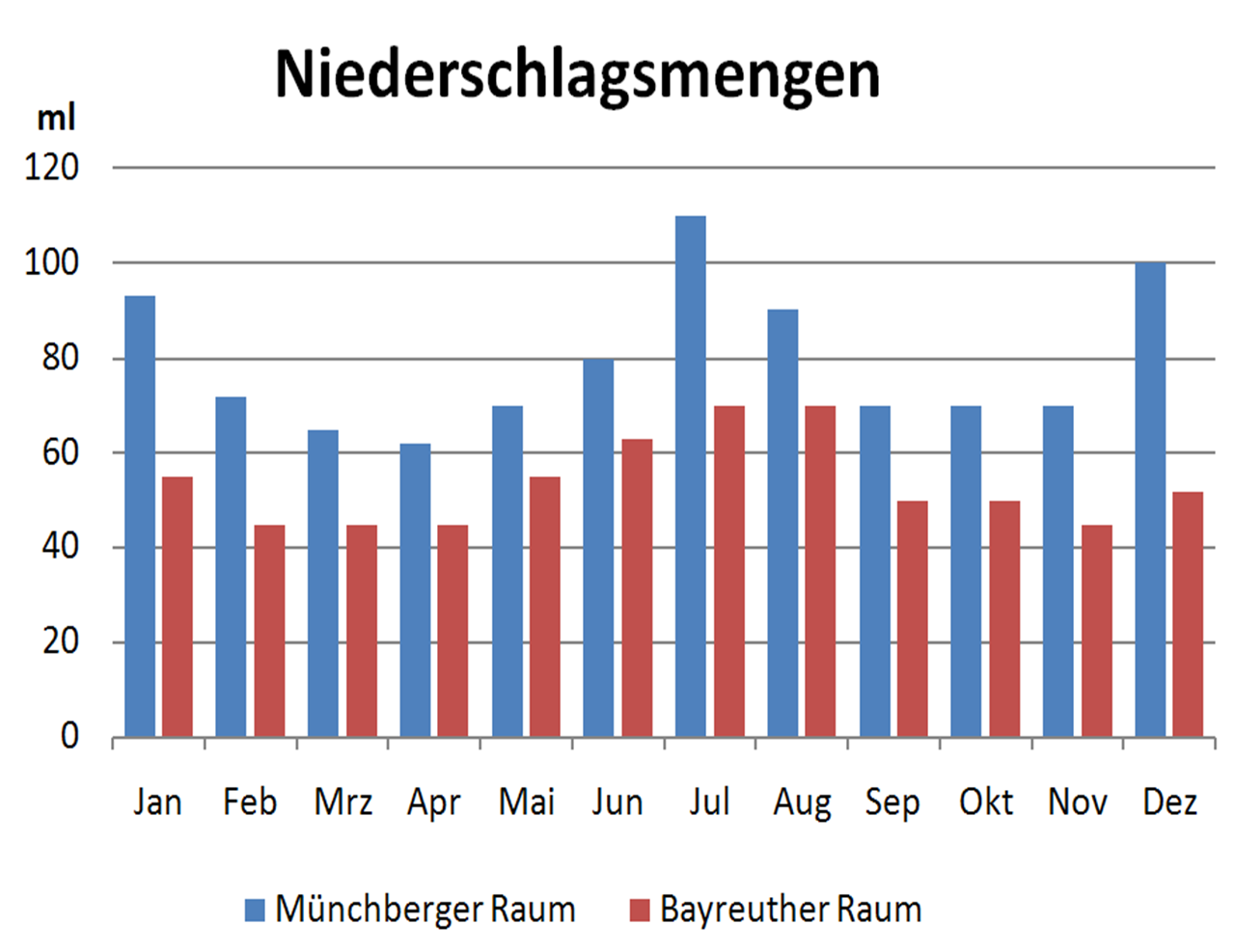
Niederschlagsmengen im Münchberger und im Bayreuther Raum

Ortsplan von Schweinsbach

### Klima
Das recht raue Klima im Münchberger Land beruht auf der Höhenlage. Es zeichnet sich durch hohe Niederschlagsmengen in Verbindung mit niedrigen Temperaturen aus. Die Jahresmitteltemperatur liegt bei nur 5–6 °C, während sie im nahen Bayreuth bereits bei 7–8 °C liegt. Die mittlere Lufttemperatur der Vegetationsperiode liegt bei 12–13 °C (15–16 °C in Bayreuth). Die mittlere jährliche Niederschlagsmenge liegt bei 900–1000 Millimetern (600–700 Millimeter in Bayreuth).

### Geologie
Das Dorf liegt auf der Münchberger Gneisplatte. Diese nimmt in der Geologie eine Sonderstellung zwischen dem granithaltigen Fichtelgebirge und dem Frankenwald, der aus paläozoischen Schiefermassen besteht, ein. Die Zusammensetzung des Gneises ähnelt dem des Granits, er hat jedoch einen schieferigen Aufbau. Die Bestandteile sind hauptsächlich Feldspat, Quarz und Glimmer. Neben Gneis gibt es dort noch andere Gesteine wie Amphibolit oder Phyllit.
Die Verwitterungsprodukte dieser Gesteine bilden sandige, saure und nährstoffarme Lehmböden. Diese basenarmen, silikatischen Böden sind für die Landwirtschaft nicht besonders gut geeignet. Im Gegensatz zu den Böden im Fichtelgebirge oder im Frankenwald ist die in der Schweinsbacher Flur hauptsächlich betriebene Landwirtschaft aber noch relativ ertragreich. Auf einer Hunderter-Skala liegen die Erträge bei zirka 27 bis 36 für Ackerflächen und 26 bis 34 für Grünflächen. Damit sind die Böden sogenannte Viertel- bis Drittelböden.

## Geschichte

### Namensentwicklung
Über die Herkunft des Ortsnamens gibt es verschiedene Deutungen. Magister Will führte im Jahre 1692 einen „Schweinsbach“ an, der sich „im großen Mechlareuther Weiher mit der Muschen vermischt“. Damit ist der heutige Lohbach gemeint, der sich bei Mechlenreuth mit dem Mussenbach vereint. Es lässt sich nicht klären, ob das Dorf nach dem Bach, oder der Bach nach dem Dorf benannt wurde. Die meisten Ortsnamenbücher sprechen dagegen oft von „Schweinsbach: Zum Bach, an dem sich die Wildschweine aufhalten“. Eine andere Theorie besagt, dass das Hausschwein gemeint ist. So wie für Biengarten die Bienenzucht namensgebend war, könnte hier die Schweinezucht zu dem Namen geführt haben. Auch der Beruf des Schweinehirten oder der Eigenname eines Rodungsherren könnten für den Namen gesorgt haben.
In der ersten urkundlichen Erwähnung des Dorfes 1323 lautet der Name „Swinspach“ und im Jahr 1573 in einer Verkaufsurkunde „Schweinßpach“. Daraus hat sich die heutige Schreibweise entwickelt. Eine Karte von 1813 nennt das Dorf bereits mit seinem gegenwärtigen Namen.

### Geschichte von Schweinsbach

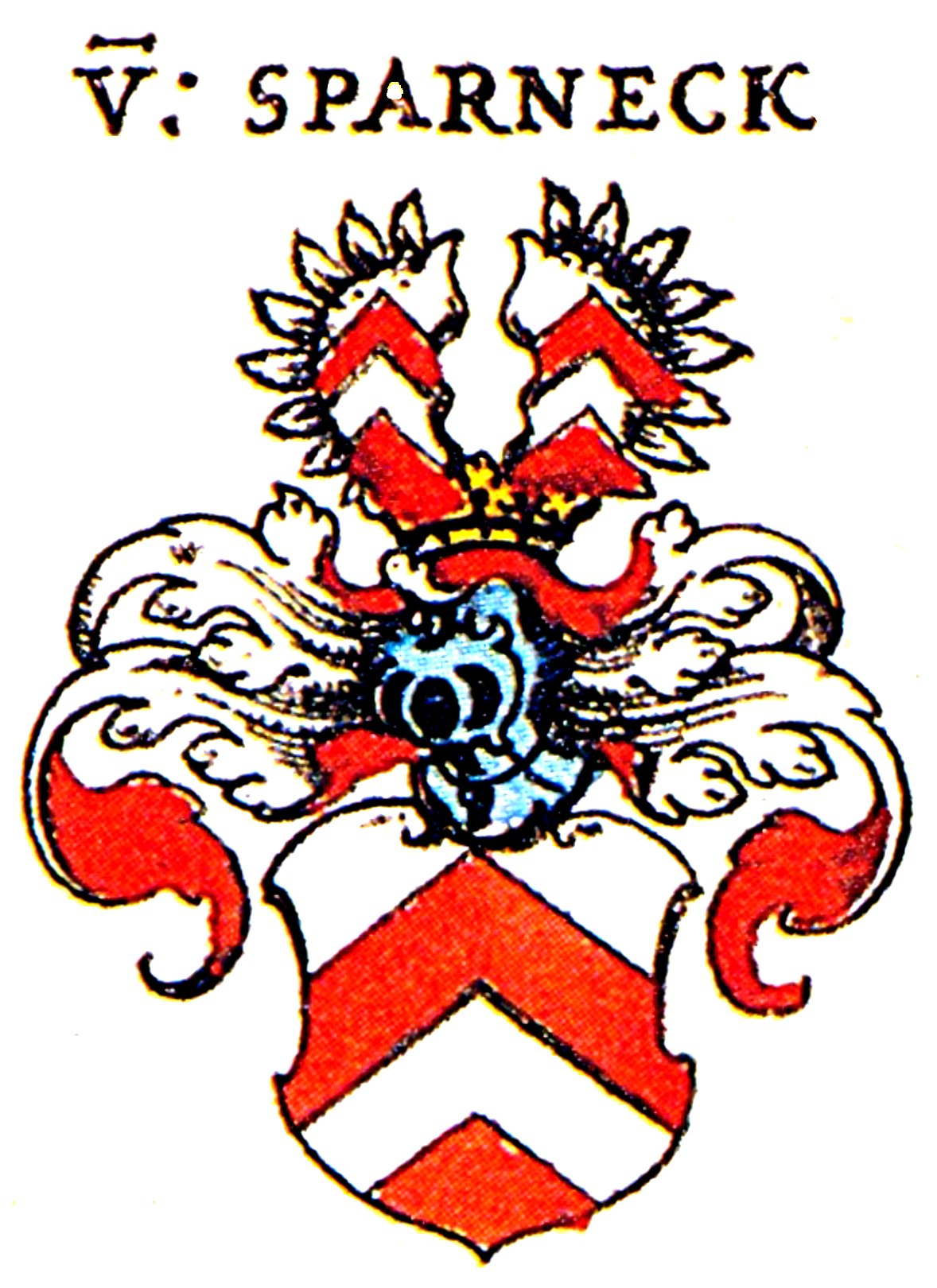
Wappen der Familie von Sparneck aus Siebmachers Wappenbuch

Das Dorf wurde vermutlich bereits gegen 1100 gegründet. Darauf deutet das Grundwort -bach im Ortsnamen hin, wie der Heimatforscher Karl Dietel schrieb. Die erste Straße, die an Schweinsbach vorbeiführte, ist für Anfang des 12. Jahrhunderts gesichert, bestand aber höchstwahrscheinlich bereits vorher. Sie kam aus dem heutigen Bad Berneck und führte über die Stadt Gefrees bis ins Haberbachtal bei Münchberg. Ihr Verlauf entspricht etwa dem der Kreisstraße HO 44, vorher B 2.
Nach Meinung von Karl Dietel kam das Gebiet um Münchberg zwischen 1220 und 1240 in die Hände der Herren von Sparneck. Die vermutlichen Vorbesitzer, die Walpoten, sollen das Gebiet noch vor 1240 verlassen haben. Schweinsbach wurde erstmals in einer Urkunde König Ludwigs IV. am 7. März 1323 erwähnt, mit der ein Drittel der Stadt Münchberg sowie Sparneck, Zell, Mechlenreuth, Schweinsbach, Gottersdorf, Wulmersreuth, Bug, Ahornberg, Weißlenreuth und der Waldstein mit Gericht und sonstigen Rechten auf Wunsch Johanns von Sparneck an die Brüder Eberhardt und Ulrich von Bindlach zu Lehen gegeben wurden. Dadurch, dass die Ortschaft in dieser Urkunde als Reichslehen auftritt, wird deutlich, dass auch Schweinsbach längere Zeit den Sparneckern gehörte. In einer Verkaufsurkunde mit dem Verzeichnis aller Zugehörigkeiten und Nutzung des Amtes Upenrodt und Münchberg von 1408 verkauften die Brüder Erhard, Friedrich und Pabo von Sparneck die Stadt Münchberg und 21 Dörfer dem Burggrafen Friedrich V. Schweinsbach ist jedoch nur als dem Gericht Münchberg zugehörig bezeichnet. Dem Burggrafen von Nürnberg standen keine grundherrlichen Rechte zu, das heißt, dass er auch keine Einnahmen aus dem Dorf erzielen konnte. Grundherren des Dorfes waren weiterhin die Herren von Sparneck, welche außerdem die Dörfer Biengarten, Rieglersreuth und mit neun von zehn Gütern den Großteil von Mechlenreuth besaßen.
Am 1. Juni 1457 verkaufte Hans von Sparneck die Dörfer Schweinsbach und Rieglersreuth mit Zustimmung seines Sohnes für 900 Gulden an seine Frau Helena. Ab der zweiten Hälfte des 15. Jahrhunderts lebte mit Georg von Sparneck und seinen Söhnen ein Zweig der Linie Stein in Schweinsbach. Durch die Zerstörung der Burg Stein und fast aller anderen wichtigen Burgen ihres Stammlandes 1523 waren die Sparnecker in erhebliche Bedrängnis geraten und suchten in Schweinsbach Zuflucht. Bezeugt ist der Verkauf eines Hofes in Rieglersreuth an den Münchberger Bürgermeister und Rat am Montag nach Oculi 1504. Die genannten Verkäufer Wolf, Hans, Jorg, Ernst und Makarius von Sparneck waren demnach alle in Schweinsbach wohnhaft. Am 13. Mai 1512 gingen Schweinsbach (acht Höfe), Mechlenreuth (zwölf Höfe) und Rieglersreuth (drei Höfe) von dem verstorbenen Hans von Sparneck an seine Brüder Georg, Wolfgang und Makarius über. Am 13. November 1537 übereigneten die Brüder Wolf und Georg von Sparneck Mechlenreuth und drei Höfe von Schweinsbach dem Markgrafen Georg. Am 27. Oktober 1562 gingen mit der Erwerbung des Schlosses Hallerstein die verbleibenden fünf Höfe von Schweinsbach in den Besitz des Markgrafen über, der aus diesem Gebiet das Amt Hallerstein bildete. Schweinsbach gehörte nun geschlossen zum Fürstentum Bayreuth, aber nach wie vor gab es die verwaltungsbezirkliche Trennung, wonach die ersten drei Höfe zum Amt Münchberg, die anderen fünf zum Amt Hallerstein gehörten.

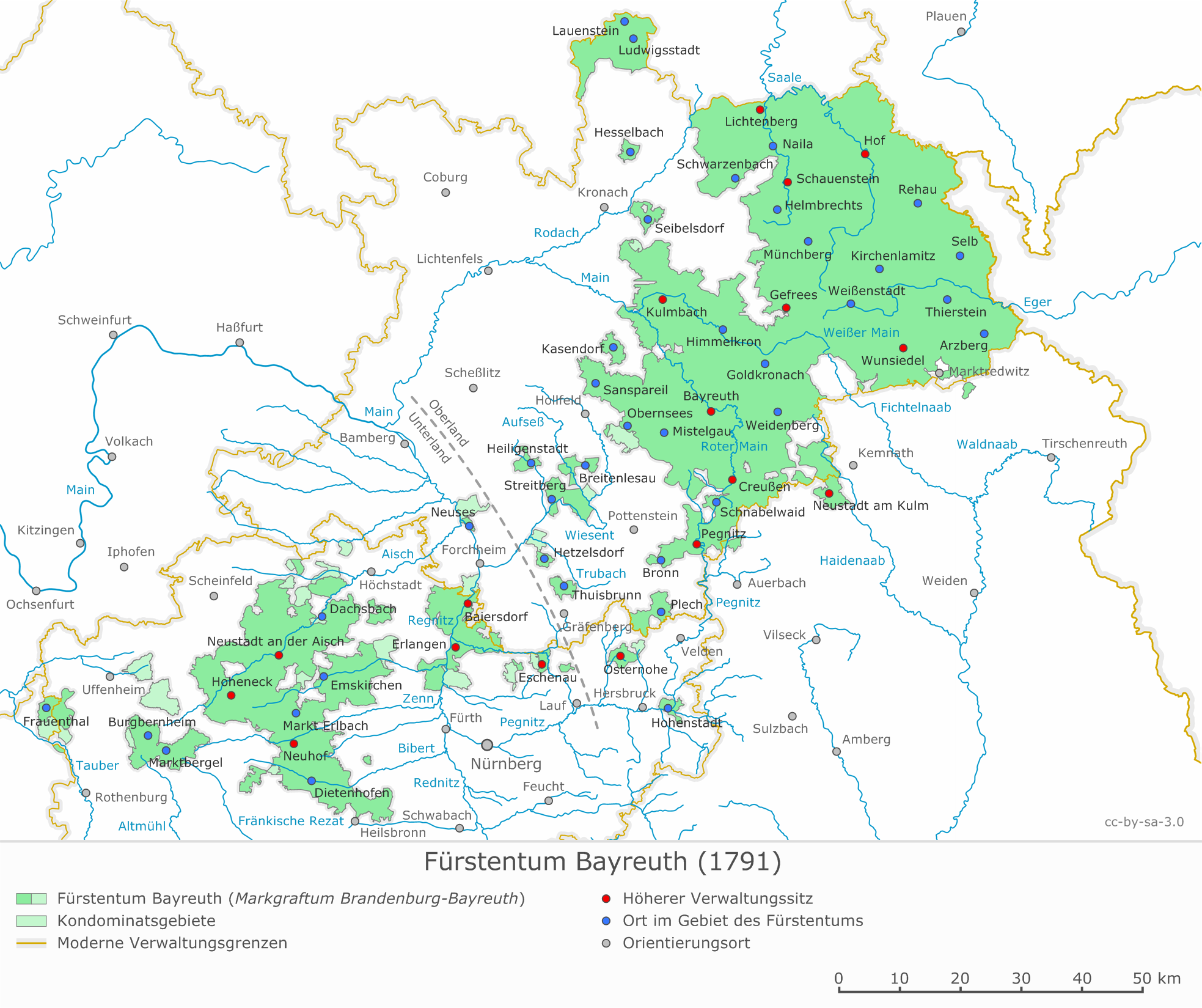
Fürstentum Bayreuth 1791 vor dem Geheimvertrag mit Friedrich Wilhelm II. von Preußen

1680 führte Markgraf Christian Ernst eine Verwaltungserleichterung ein, indem er das Oberamt Münchberg-Stockenrot, ein übergeordnetes Gericht mit den Amtsbezirken Münchberg, Stockenroth und Hallerstein einrichtete. Dieses Oberamt blieb allerdings nicht lange bestehen. 1769 erlosch die Bayreuther Markgrafenlinie. Das Fürstentum ging an Markgraf Karl Alexander von Ansbach, der 1779 das Oberamt in die Landeshauptmannschaft Hof eingliederte. 1791 schloss er mit König Friedrich Wilhelm II. von Preußen einen Geheimvertrag, in dem er für 300.000 Gulden Jahresrente auf seine beiden fränkischen Fürstentümer verzichtete. 1792 gingen die beiden Fürstentümer an das Königreich Preußen. Als neuer Verwalter wurde der Freiherr von Hardenberg bestimmt. Hardenberg gliederte die Fürstentümer nach preußischem Vorbild um. So wurden aus dem Fürstentum Bayreuth sechs Kreise mit je sechs Kammerämtern gebildet. Das Kammeramt Münchberg gehörte zum Kreis Hof. Es umfasste das Gebiet der ehemaligen Kastenämter Münchberg, Hallerstein, Stockenrot und die Amtsvogtei Helmbrechts. Damit gehörte Schweinsbach geschlossen zu einem Gerichtsbezirk.
Die Zeit der preußischen Herrschaft dauerte jedoch nicht lange. Während des Vierten Koalitionskrieges drangen am 8. Oktober 1806 Napoléons Truppen nach Abzug der Preußen unter General Bogislav von Tauentzien auf ihrem Vormarsch nach Nordosten ins Münchberger Gebiet ein. Ab dem 9. Oktober des gleichen Jahres stand das Fürstentum Bayreuth und damit auch Schweinsbach unter französischer Militärverwaltung. Das Königreich Preußen wurde im Frieden von Tilsit zum endgültigen Verzicht auf seine fränkischen Fürstentümer gezwungen. Am 28. Februar 1810 wurde die ehemals Preußische Provinz Bayreuth durch einen Staatsvertrag zwischen Frankreich und dem Königreich Bayern politisch, wirtschaftlich und finanziell in Bayern eingliedert.

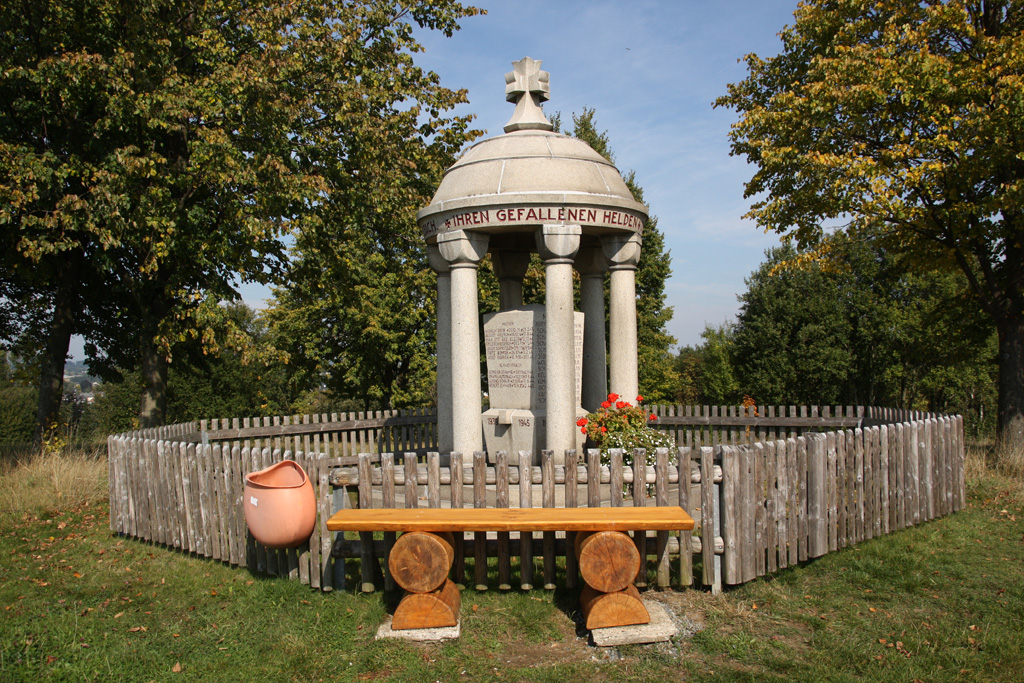
Kriegerdenkmal der ehemaligen Gemeinde Mechlenreuth zu Ehren ihrer Gefallenen im Ersten und Zweiten Weltkrieg, welches nahe Mechlenreuth auf dem Kapellenberg steht

Von 1818 bis 1837 gehörte Schweinsbach neben den Dörfern Kleinlosnitz, Großlosnitz, Lösten, Mussen, Mechlenreuth und Schnackenhof zur Distriktsgemeinde Kleinlosnitz. Ab dem Jahr 1837 bildeten Mechlenreuth, Mussen und Schweinsbach die Gemeinde Mechlenreuth. 
Im Ersten und Zweiten Weltkrieg wurden je vier Männer als vermisst oder gefallen gemeldet. Anlässlich der Kreisgebietsreform in Bayern wurde der Landkreis Münchberg am 1. Juli 1972 in den Landkreis Hof eingegliedert. Mit der Auflösung der Gemeinde Mechlenreuth am 1. Mai 1978 im Zuge der Gemeindegebietsreform wurden Schweinsbach, Mechlenreuth und Mussen in die Stadt Münchberg eingegliedert. 1966 schrieb Helga Schubert, dass Schweinsbach seinen rein bäuerlichen Charakter behalten habe. So gab es keine Pendler, wie in anderen Dörfern nahe der Industriestadt Münchberg, sondern ausschließlich Landwirte. Heute hat Schweinsbach diesen Charakter verloren, es gibt nur noch zwei landwirtschaftliche Betriebe.

### Turmhügel
Der Turmhügel (Motte) in Schweinsbach wurde erstmals am 13. November 1537 in einer Urkunde genannt, in der die Brüder Wolf und Georg von Sparneck Schweinsbach einschließlich eines „Wal eines Edelmans Sitz, daruff jetzt die Rucksteschell sitzen“ und einige andere Güter an den Markgrafen Georg veräußern. Die Bezeichnung Wal deutet darauf, dass die Befestigungsanlage zu diesem Zeitpunkt bereits verlassen gewesen sein musste. Da Schweinsbach an einem Wegkreuz der Via Imperii und der Straße nach Biengarten lag, kam Karl Dietel zu der Überzeugung, dass die Anlage bereits im 11. oder 12. Jahrhundert zur Überwachung der dortigen Straße errichtet worden war. Später könnte sie auch zum Schutz des Münchberger Hochgerichts vor dem Hochgericht Waldstein-Sparneck gedient haben. Die Grenze dieser Gerichte verlief zwischen den Dörfern Lösten und Friedmannsdorf.

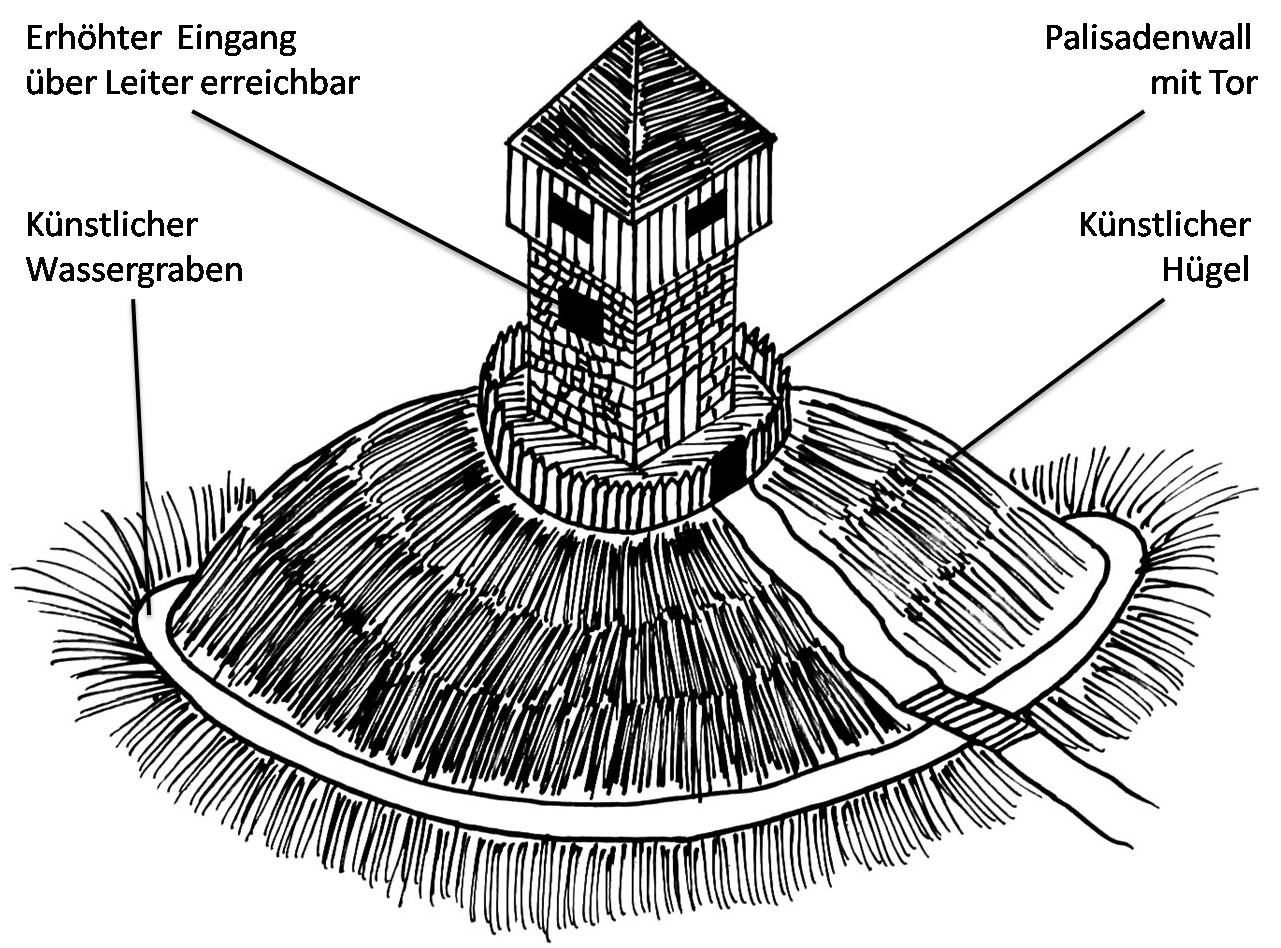
Rekonstruktionsversuch der Turmhügelburg in Schweinsbach

Vermutlich befand sich der Turmhügel nicht, wie Dietel schrieb, westlich von Hausnummer 8, sondern nach der Autorin Helga Schubert westlich von Hausnummer 2. Auch eine von Dietel gezeichnete Skizze zeigt diese Position. Zudem ist auf Fotos der beiden Autoren zweifelsfrei eine Erhebung an dieser Stelle zu sehen. Beim Bau eines Hauses an dieser Stelle wurden Steine gefunden, die die Überreste der Grundmauern sein könnten.
Die Motte war vermutlich ein runder Erdhügel mit Palisadenwall und Wassergraben. In der Mitte des Hügels stand vermutlich eine Art Turmhaus. In der Nähe solcher Anlagen befanden sich meist die Herrenhäuser der Besitzer. Nur in Ausnahmesituationen zogen sie sich in die ungemütlichen Turmhäuser zurück.

### Zilkenreuth
Zilkenreuth ist eine Wüstung, das heißt eine verlassene Siedlung. Zilkenreuth verschwand bereits im 14. oder 15. Jahrhundert. Die Zilkenreuther Flur wurde teilweise an die Schweinsbacher angeschlossen. Die Flurnamen der Felder auf dem Weißenberg haben ausnahmslos die Bezeichnung „Zilkenreuth“.

## Kultur und Sehenswürdigkeiten

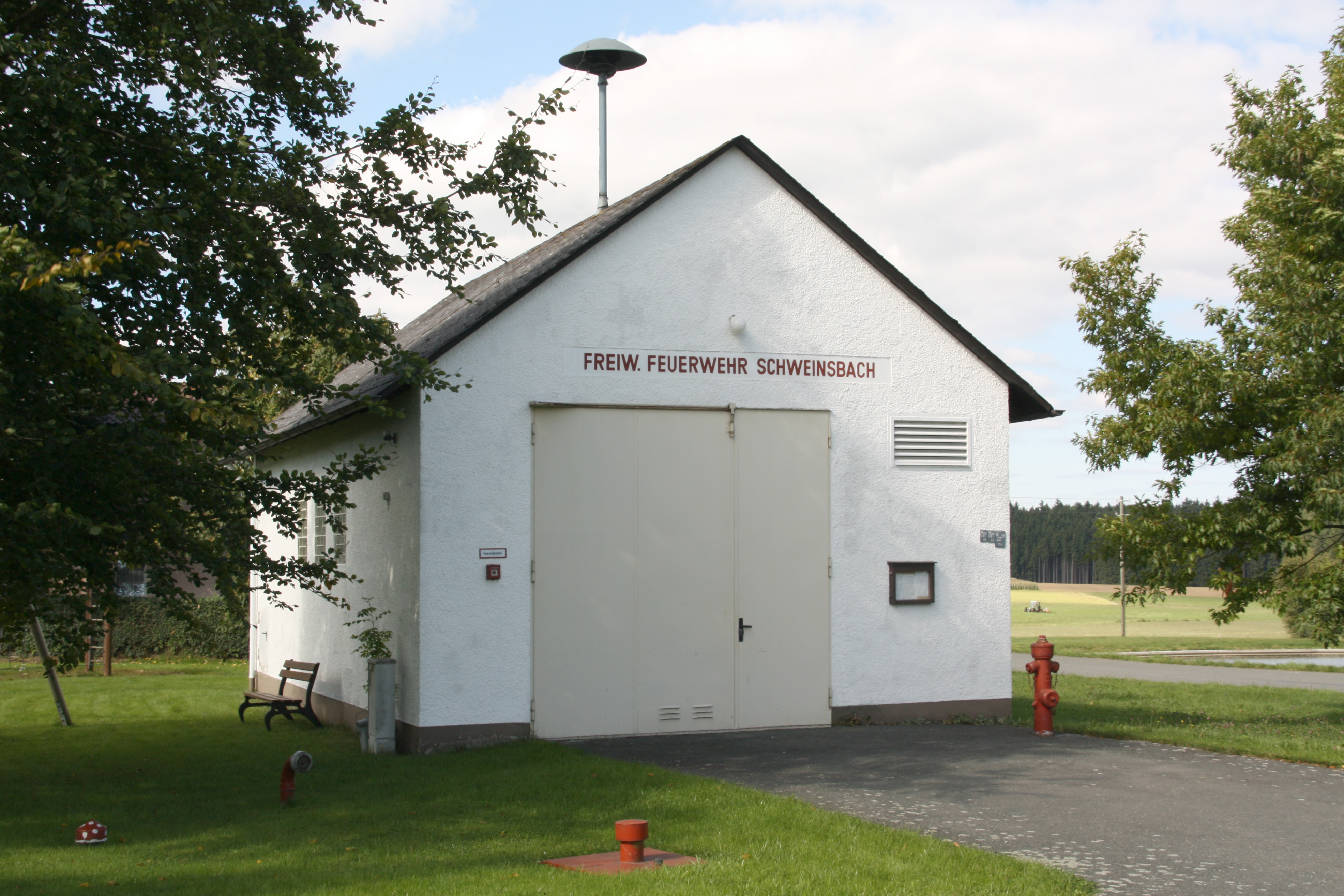
Feuerwehrhaus im Zentrum von Schweinsbach

### Vereine
Die Freiwillige Feuerwehr in Schweinsbach wurde 1876 als Gemeinschaftswehr Mussen-Schweinsbach gegründet. 1967 wurden daraus die Feuerwehren Mussen und Schweinsbach. Seit damals besitzt die Feuerwehr einen Tragkraftspritzenanhänger mit eingeschobener TS 8/8 im örtlichen Feuerwehrhaus im Dorfzentrum. Zusätzlich stehen zwei ältere Spritzen aus den 1950er Jahren zur Verfügung. Im Jahr 2006 waren 27 Mitglieder (das entspricht 37 % der Einwohner) in der Freiwilligen Feuerwehr Schweinsbach aktiv.

## Wirtschaft und Infrastruktur

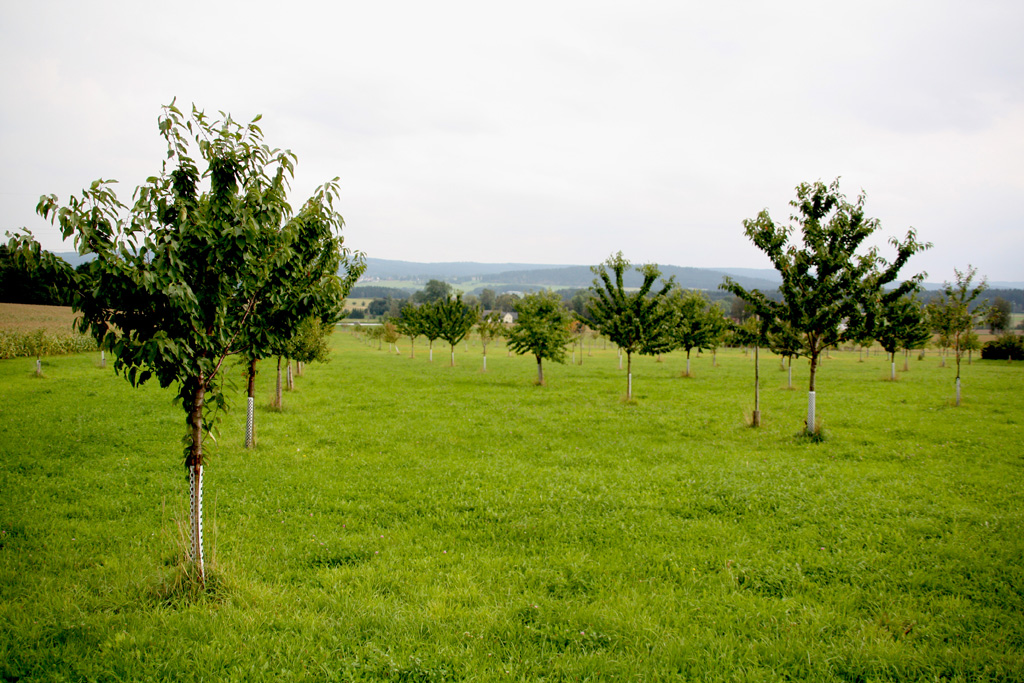
Teil der Streuobstwiese in Schweinsbach

### Wirtschaft
In Schweinsbach befindet sich Bayerns größte Streuobstwiese. Sie wurde 2005 mit dem Umweltpreis des Kreisverbandes Hof für Gartenbau und Landschaftspflege ausgezeichnet. Es wurden 962 hochstämmige Bäume verschiedener Obstarten angepflanzt. Im Dorf gibt es einen kleinen Laden, der selbstgemachte Floristik- und Geschenkartikel anbietet. Daneben gibt es noch einen landwirtschaftlichen Vollerwerbs- und einen Nebenerwerbsbetrieb. Ein ambulanter Pflegedienst, der vor allem im Raum Münchberg, Stammbach und Helmbrechts tätig ist, hat seine Wurzeln in Schweinsbach. Der Hauptsitz befindet sich in Münchberg.

### Verkehr

Umgebung von Schweinsbach

Zu erreichen ist Schweinsbach über die Kreisstraße HO 44, vorher Bundesstraße 2, oder von der Bundesautobahn 9 Ausfahrt (36) Münchberg-Süd über Biengarten. Daneben gibt es einen Privatweg nach Querenbach. Die einzigen öffentlichen Verkehrsanbindungen sind die Buslinie Hof–Bayreuth und das Anruf-Sammeltaxi.
Der nächstgelegene Bahnhof befindet sich in Münchberg.
Örtliche Sonderlandeplätze bestehen in Helmbrechts, der Flugplatz Ottengrüner Heide sowie der Flugplatz Zell-Haidberg. Beide werden überwiegend von Segelfliegern benutzt. Der nächste größere Flugplatz ist der Verkehrslandeplatz Hof-Plauen.

### Bildung
Man nimmt an, dass Schweinsbach über eine eigene Dorfschule verfügte. Wo diese war oder in welchem Zeitraum sie bestand, lässt sich nicht mehr feststellen. Bis 1908 gingen die Schüler aus Schweinsbach in die Gemeindeschule von Mechlenreuth, die sich in Mussen befand. Nachdem die Schülerzahl immer weiter angestiegen war, entschied sich der damalige Mechlenreuther Gemeinderat, eine neue Schule in Mechlenreuth zu bauen. Die Schweinsbacher Schüler gingen daraufhin in die näher gelegene Schule Kleinlosnitz, welche zur Gemeinde Zell gehörte. Nach Schließung der Kleinlosnitzer Schule wurde der Unterricht in einer Zeller Schule fortgesetzt.
Heute besuchen die Schweinsbacher Kinder der Klassen 1 bis 9 als Gastschüler die Volksschule in Zell. Als weiterführende Schulen stehen das Gymnasium in Münchberg, die Realschulen Gefrees und Helmbrechts, sowie der M-Zug der Hauptschule Poppenreuth zur Verfügung.